# The Dark Pictures: Little Hope
The Dark Pictures: Little Hope è un videogioco survival-horror. Secondo capitolo della serie Dark Pictures Anthology, che prevede un totale di otto titoli, è stato annunciato il 14 aprile 2020. È stato sviluppato da Supermassive Games e pubblicato da Bandai Namco Entertainment per PlayStation 4, Xbox One e Microsoft Windows il 30 ottobre 2020.

## Trama
Little Hope si presenta come un'altra storia aperta in possesso dell'onnipresente Curatore, che chiede al giocatore di portarla al termine.
Nel prologo, ambientato nel 1972, si vede la morte di tutta la famiglia Clarke, composta dal padre James, dalla madre Anne e dai figli Dennis, Tanya e Megan a causa di un incendio, mentre sopravvivrà solo l'ultimo figlio, Anthony.
La storia nel presente segue i professori universitari John e Angela, e i loro studenti Taylor, Andrew e Daniel, che vengono coinvolti in un incidente stradale dove l'autista del loro bus scompare misteriosamente; si perdono così nel villaggio immaginario di Little Hope, nella Nuova Inghilterra, dove si vocifera di una storia di caccia alle streghe del 1692. Durante la loro incursione, i cinque protagonisti rimangono testimoni di un gruppo di coloni del passato, a loro completamente somiglianti, che vengono giustiziati essendo accusati di stregoneria. Il gruppo viene a sua volta tormentato sia dalle visioni di una ragazzina di nome Mary, sia dai mostri che rappresentano i loro sosia del 1692 e del 1972, che provano a ucciderli. Capendo subito che qualcosa non quadra, i cinque devono sopravvivere e al tempo stesso scoprire le loro connessioni con questo gruppo di coloni, ricomporre la storia della città e scoprire la cosiddetta "radice del male".
Nel finale, i protagonisti rimanenti raggiungono le rovine della casa dei Clarke, e in un'ultima visione affrontano il reverendo Carver, ovvero il prete che aveva accusato e condannato a morte i loro sosia del 1692, costringendo Mary a collaborare. Indipendentemente dalle scelte fatte, si viene a sapere che tutti gli avvenimenti erano nella testa di Anthony Clarke, ovvero l'unico sopravvissuto dell'incendio, che era anche l'autista del bus di inizio gioco (che si scopre essere vuoto): egli non riusciva infatti a perdonarsi per quello che era successo, dandosi la colpa per l'incendio, e il ritorno alla sua città natale aveva portato la sua psiche danneggiata a creare più versioni di se stesso, per riuscire a perdonarsi per la morte della sua famiglia.
Esistono tre finali, che varieranno a seconda delle scelte fatte durante e verso la fine del gioco e sono rispettivamente buono, neutro e/o cattivo.

## Modalità di gioco
Come il suo predecessore Man of Medan, Little Hope è un survival-horror in terza persona in cui il giocatore (o i giocatori) prende il controllo di cinque diversi personaggi. Il gioco mantiene le varie meccaniche del predecessore, come il sistema di moralità, la possibilità di non rispondere alle domande degli altri personaggi, i tratti dei personaggi che cambiano a seconda delle scelte e delle azioni, i quick time event che possono anche decidere la sorte finale dei protagonisti, e i numerosi epiloghi che cambiano a seconda degli scenari, che a loro volta cambiano in base alle scelte e alle azioni del giocatore. Tuttavia, Little Hope introduce anche nuove meccaniche: non solo i personaggi si muovono più in fretta, ma la difficoltà dei quick time event è stata abbassata, e si ha a disposizione più tempo per portarli a termine. Inoltre, sono stati rimossi i cosiddetti tank controls (per mezzo dei quali il tasto direzionale su muove il personaggio nella direzione a cui è rivolto, giù lo fa indietreggiare e sinistra e destra lo ruotano).
Il multigiocatore è praticamente identico a prima, con le sue Storia condivisa (che permette a due giocatori di giocare in cooperativa online) e Cinema (che permette fino a cinque giocatori di scegliere i propri personaggi e li porta a passarsi il controller ad ogni turno).

## Sequel
Nel 2021 è uscito il terzo titolo di The Dark Pictures Anthology, chiamato House of Ashes; questo gioco è ambientato in Iraq, dove un gruppo delle Forze Speciali, nel tentativo di trovare un'arma di distruzione di massa, scopre un tempio sumero, tana di strane e insidiose creature.